# Tarantella Tarantata
Tarantella Tarantata è un album discografico di Antonio Infantino e i Tarantolati di Tricarico, pubblicato nel 1996.

## Descrizione
É l'ultimo album che vede la collaborazione tra Infantino e il gruppo di Tricarico. La copertina del disco è stata realizzata dallo stesso Infantino. L'ensemble vocale "Fragmenta musicae" di Firenze partecipa ai cori del disco. Le figlie del cantautore Victoria, Cathrine e Christina interpretano in inglese il ritornello del brano "Titinch Titanch". Il critico musicale Gino Castaldo ha definito il disco «un capolavoro del nuovo folk italiano». L'album è stato ristampato nel 2005.

## Tracce
1. Tarantella pezca
2. Palomm e Palombella
3. Ondianì ondianà
4. Cubba cubba
5. O forestiero
6. Lena Lena
7. Titinch titanch
8. Oitat
9. Taré
10. Matarrese grottesca
11. Carceri
12. Psatura
13. Chimmaffatta fa
14. Filastrocca
15. La vera mamma
16. Tarantella pezca finale
17. Il gatto
18. Il gallo
19. Chiusura

## Musicisti
- Antonio Infantino - voce, chitarra battente
- Agostino Cortese - grancassa, voce
- Rocco Paradiso, Raffaele Goiso, Pasquale Scarano, Giorgio Bruno - percussioni, voce
- Antonio Bruno - chitarra, basso elettrico, voce
- Lucia Calabrò: voce
- Rocco Armento, Mimmo Ciello, Francesco Ballerini - percussioni
- Victoria, Cathrine e Cristina Whitehouse Infantino - voce in "Titinch Titanch"